# 布達-拉金西卡
51°11′11″N 29°41′21″E / 51.18639°N 29.68917°E
布達-拉丁斯卡（烏克蘭語：Буда-Радинська）是位於烏克蘭北部的村莊，由基辅州维什霍罗德区的克拉斯亞蒂奇市鎮負責管轄。該村始建於1851年，面積3平方公里，海拔高度135米，2001年人口139，人口密度每平方公里46.3人。